# Slavic Cup w biegach narciarskich 2014/2015
Slavic Cup w biegach narciarskich 2014/2015 to kolejna edycja tego cyklu zawodów. Rywalizacja rozpoczęła się 10 stycznia 2014 r. w słowackiej miejscowości Szczyrbskie Jezioro, a zakończyła się 21 marca (pierwotnie 22 marca) 2015 r. w czeskim Harrachovie.
Obrończynią tytułu wśród kobiet była Czeszka Sandra Schuetzová, a wśród mężczyzn Czech Jakub Graef. Tym razem najlepszą z kobiet okazała się Polka Magdalena Kozielska, a wśród mężczyzn pierwszy był Polak Mateusz Chowaniak.

## Kalendarz i wyniki

### Kobiety
| Lp  | Data             | Miejscowość         | Dystans                      | 1. miejsce          | 2. miejsce          | 3. miejsce          |
| --- | ---------------- | ------------------- | ---------------------------- | ------------------- | ------------------- | ------------------- |
| 1.  | 10 stycznia 2015 | Szczyrbskie Jezioro | sprint s. dowolnym           | Barbora Klementová  | Magdalena Kozielska | Eva Segečová        |
| 2.  | 11 stycznia 2015 | Szczyrbskie Jezioro | 5 km s. klasycznym           | Magdalena Kozielska | Barbora Klementová  | Emilia Romanowicz   |
| 3.  | 17 stycznia 2015 | Wisła-Kubalonka     | sprint s. dowolnym           | Magdalena Kozielska | Emilia Romanowicz   | Justyna Mordarska   |
| 4.  | 18 stycznia 2015 | Wisła-Kubalonka     | 10 km s. dowolnym            | Magdalena Kozielska | Justyna Mordarska   | Emilia Romanowicz   |
| 5.  | 14 lutego 2015   | Nové Město          | sprint s. dowolnym           | Sandra Schuetzová   | Lucie Charvátová    | Urszula Łętocha     |
| 6.  | 15 lutego 2015   | Nové Město          | 10 km s. klasycznym          | Klára Moravcová     | Sandra Schuetzová   | Julia Kern          |
| 7.  | 21 lutego 2015   | Zakopane            | 5 km s. klasycznym           | Odwołano            | Odwołano            | Odwołano            |
| 8.  | 22 lutego 2015   | Zakopane            | 10 km s. dowolnym            | Martyna Galewicz    | Dominika Bielecka   | Eva Segečová        |
| 9.  | 28 lutego 2015   | Kremnica Skalka     | sprint s. dowolnym           | Sandra Schuetzová   | Barbora Klementová  | Magdalena Kozielska |
| 10. | 1 marca 2015     | Kremnica Skalka     | 10 km s. klasycznym          | Sandra Schuetzová   | Barbora Klementová  | Magdalena Kozielska |
| 11. | 21 marca 2015    | Harrachov           | 10 km s. klasycznym          | Sandra Schuetzová   | Klára Moravcová     | Karolína Grohová    |
| 12. | 22 marca 2015    | Harrachov           | sprint drużynowy s. dowolnym | Odwołano            | Odwołano            | Odwołano            |

### Mężczyźni
| Lp  | Data             | Miejscowość         | Dystans                      | 1. miejsce       | 2. miejsce        | 3. miejsce        |
| --- | ---------------- | ------------------- | ---------------------------- | ---------------- | ----------------- | ----------------- |
| 1.  | 10 stycznia 2015 | Szczyrbskie Jezioro | sprint s. dowolnym           | Andrej Segeč     | Mateusz Chowaniak | Martin Kapso      |
| 2.  | 11 stycznia 2015 | Szczyrbskie Jezioro | 10 km s. klasycznym          | Andrej Segeč     | Michal Polačko    | Mateusz Chowaniak |
| 3.  | 17 stycznia 2015 | Wisła-Kubalonka     | sprint s. dowolnym           | Jan Antolec      | Paweł Klisz       | Daniel Iwanowski  |
| 4.  | 18 stycznia 2015 | Wisła-Kubalonka     | 15 km s. dowolnym            | Mariusz Michałek | Jan Antolec       | Paweł Klisz       |
| 5.  | 14 lutego 2015   | Nové Město          | sprint s. dowolnym           | Benjamin Saxton  | Jacob Tony Kordac | Konrad Motor      |
| 6.  | 15 lutego 2015   | Nové Město          | 15 km s. klasycznym          | Miroslav Rypl    | Jacob Tony Kordac | Adam Fellner      |
| 7.  | 21 lutego 2015   | Zakopane            | 10 km s. klasycznym          | Odwołano         | Odwołano          | Odwołano          |
| 8.  | 22 lutego 2015   | Zakopane            | 15 km s. dowolnym            | Dominik Bury     | Miroslav Šulek    | Paweł Klisz       |
| 9.  | 28 lutego 2015   | Kremnica Skalka     | sprint s. dowolnym           | Jan Bartoň       | Jacob Tony Kordac | Peter Mlynár      |
| 10. | 1 marca 2015     | Kremnica Skalka     | 15 km s. klasycznym          | Peter Mlynár     | Erik Urgela       | Jakub Graef       |
| 11. | 21 marca 2015    | Harrachov           | 15 km s. klasycznym          | Martin Bajčičák  | Jakub Antoš       | Petr Knop         |
| 12. | 22 marca 2015    | Harrachov           | sprint drużynowy s. dowolnym | Odwołano         | Odwołano          | Odwołano          |

## Klasyfikacje
| Lp. | Zawodniczka         | Punkty |
| --- | ------------------- | ------ |
| 1.  | Magdalena Kozielska | 500    |
| 2.  | Sandra Schuetzová   | 480    |
| 3.  | Barbora Klementová  | 340    |
| 4.  | Emilia Romanowicz   | 295    |
| 5.  | Eva Segečová        | 270    |
| 6.  | Martyna Galewicz    | 245    |
| 7.  | Klára Moravcová     | 200    |
| 8.  | Joanna Rysula       | 173    |
| 9.  | Aneta Smerciakova   | 172    |
| 10. | Justyna Mordarska   | 163    |
| 11. | Katarzyna Stokfisz  | 160    |
| 12. | Dominika Bielecka   | 140    |
| 13. | Urszula Łętocha     | 136    |
| 14. | Daria Krupa         | 129    |
| 15. | Kateřina Berousková | 109    |

| Lp. | Zawodnik          | Punkty |
| --- | ----------------- | ------ |
| 1.  | Mateusz Chowaniak | 308    |
| 2.  | Paweł Klisz       | 295    |
| 3.  | Jacob Tony Kordac | 273    |
| 4.  | Miroslav Rypl     | 262    |
| 5.  | Andrej Segeč      | 200    |
| 6.  | Jan Holiga        | 190    |
| 7.  | Jan Antolec       | 180    |
| 8.  | Peter Mlynár      | 180    |
| 9.  | Adam Fellner      | 176    |
| 10. | Jakub Antoš       | 170    |
| 11. | David Brunn       | 157    |
| 12. | Andrzej Pradziad  | 157    |
| 13. | Daniel Iwanowski  | 150    |
| 14. | Jakub Graef       | 139    |
| 15. | Luděk Šeller      | 138    |